# Stachylina chironomidarum
Stachylina chironomidarum är en svampart som beskrevs av Lichtw. 1972. Stachylina chironomidarum ingår i släktet Stachylina och familjen Harpellaceae.   Inga underarter finns listade i Catalogue of Life.